# 最高人民法院司法行政装备管理局
最高人民法院司法行政装备管理局，位于北京市东城区东交民巷27号，是中华人民共和国最高人民法院内设机构。

## 沿革
1958年，中华人民共和国司法部撤销，由最高人民法院兼管司法行政工作，于1959年增设最高人民法院司法行政厅。1976年10月粉碎“四人帮”后，刑事审判庭、民事审判庭、办公厅等业务、行政单位逐步恢复。到1983年，设立了刑事审判第一庭、刑事审判第二庭、民事审判庭、经济审判庭、研究室、办公厅、人事厅、司法行政厅。1991年7月29日，撤销司法行政厅，其职能由新成立的计划财务装备局、技术局行使。
2000年8月7日，中共中央办公厅印发经中共中央批准的《最高人民法院机关机构改革方案》，据此撤销技术局、计划财务装备局、机关事务管理局，设立司法行政装备管理局。

## 职能
2000年12月4日，《最高人民法院机关内设机构及新设事业单位职能》（法发〔2000〕30号）发布，其中规定最高人民法院机关内设机构有司法行政装备管理局，职能是：
1. 负责对人民法院财务、装备、诉讼费和司法科学技术建设情况进行调查研究，协同国家有关部门提出政策性意见，制定有关规范性文件。
2. 负责本院及下级人民法院通讯、计算机网络、办公现代化、司法鉴定等司法科学技术的规划、技术标准制定和管理工作。
3. 指导下级人民法院财务、装备、诉讼费、两庭建设、司法科学技术等方面的有关工作。
4. 管理最高人民法院各项经费和国有资产，负责最高人民法院机关有关行政事务管理，监督直属事业单位的财务和国有资产的管理。
5. 负责最高人民法院（含直属事业单位）基本建设规划和计划，项目申请和组织、协调、实施工作。
6. 指导和监督司法科学技术研究所和机关服务中心的有关工作[2]。

目前司法行政装备管理局“主要负责协同国家有关部门制定人民法院财务、装备、“两庭”建设管理政策；指导下级人民法院经费、装备等方面的管理工作；管理最高人民法院各项经费和国有资产；拟定并组织实施最高人民法院基本建设规划和计划；指导司法辅助工作。”

## 历任领导

### 司法行政厅
| 厅长 …… - 王连义（？—？） | 副厅长 …… - 宋常华（1957年—1960年） …… - 王文林（？—？） …… - 蒋福康（1983年—？） |

### 技术局
| 局长 - 张力理（？—？，政治部副主任主管技术局工作） | 副局长 - 全国恩（？—？） - 李瑞兰（？—？） |

### 计划财务装备局
| 局长 - 蒋福康（？—？） - 张华（？—？） | 副局长 …… - 张金铸（1995年5月—1999年6月） |

### 机关事务管理局
| 局长 | 副局长 |

### 司法行政装备管理局
| 局长 - 王世民（2000年—？） - 张印奎（2005年5月—？） - 王少南（？—？） - 李成玉（2018年1月—2019年） - 黄文俊（2019年—） | 副局长 - 陈伟（？—？） - 郭继胜（？—？） - 吴少军（？—？） - 唐虎梅（？—） - 刘小宝（？—） |